# Seznam dílů seriálu Záporáci z Valley View
Toto je seznam dílů seriálu Záporáci z Valley View.

## Přehled řad
| Řada | Díly | Premiéra v USA  | Premiéra v USA   | Premiéra v ČR  | Premiéra v ČR     |
| Řada | Díly | První díl       | Poslední díl     | První díl      | Poslední díl      |
| ---- | ---- | --------------- | ---------------- | -------------- | ----------------- |
| 1    | 20   | 3. června 2022  | 2. prosince 2022 | 3. dubna 2023  | 23. prosince 2023 |
| 2    | 19   | 15. června 2023 | 1. prosince 2023 | 4. března 2024 | 28. března 2024   |

## Seznam dílů

### První řada (2022)
| Č. v seriálu | Č. v řadě | Původní název                    | Režie                  | Scénář                           | Premiéra v USA     | Premiéra v ČR                | Prod. kód |
| ------------ | --------- | -------------------------------- | ---------------------- | -------------------------------- | ------------------ | ---------------------------- | --------- |
| 1            | 1         | Finding Another Dimension        | Victor Gonzalez        | Chris Peterson & Bryan Moore     | 3. června 2022     | 3. dubna 2023                | 101       |
| 2            | 2         | Trust No One                     | Victor Gonzalez        | Chris Peterson & Bryan Moore     | 3. června 2022     | 4. dubna 2023                | 102       |
| 3            | 3         | The Villain Experience           | Victor Gonzalez        | LaTonya Croff                    | 10. června 2022    | 5. dubna 2023                | 103       |
| 4            | 4         | Belts, Bulls & Superfans         | Guy Distad             | Omar Ponce                       | 17. června 2022    | 6. dubna 2023                | 105       |
| 5            | 5         | ColossaCon!                      | Trevor Kirschner       | Ken Blankstein                   | 24. června 2022    | 7. dubna 2023                | 104       |
| 6            | 6         | Super Secrets                    | Danielle Fishel        | Christine Zander                 | 1. července 2022   | 10. dubna 2023               | 107       |
| 7            | 7         | A Little Havoc                   | Jody Margolin Hahn     | Chris Peterson & Bryan Moore     | 8. července 2022   | 11. dubna 2023               | 106       |
| 8            | 8         | The Two Jakes                    | Jody Margolin Hahn     | Kenny Byerly                     | 15. července 2022  | 12. dubna 2023               | 108       |
| 9            | 9         | Battle for My Brother            | Robbie Countryman      | Nick Rossitto & Patrice Asuncion | 22. července 2022  | 13. dubna 2023               | 109       |
| 10           | 10        | Unleash the Chaos                | Monica Marie Contreras | Omar Ponce                       | 29. července 2022  | 14. dubna 2023               | 110       |
| 11           | 11        | Havoc-Ween                       | Monica Marie Contreras | Vanessa Mancos                   | 2. října 2022      | 17. dubna 2023               | 111       |
| 12           | 12        | Showdown at the Round Up         | Danielle Fishel        | Erika Kaestle                    | 7. října 2022      | 18. dubna 2023               | 112       |
| 13           | 13        | Friend or Foe                    | Trevor Kirschner       | Ken Blankstein                   | 14. října 2022     | 19. dubna 2023               | 113       |
| 14           | 14        | Vials and Tribulations           | Bryan McKenzie         | LaTonya Croff                    | 21. října 2022     | 20. dubna 2023               | 114       |
| 15           | 15        | A Superhero in Valley View       | Danielle Fishel        | Nick Rossitto & Patrice Asuncion | 28. října 2022     | 21. dubna 2023               | 115       |
| 16           | 16        | We Don't Care                    | Jody Margolin Hahn     | Erika Kaestle                    | 4. listopadu 2022  | 24. dubna 2023               | 117       |
| 17           | 17        | Bad Energy                       | Jody Margolin Hahn     | Kenny Byerly                     | 11. listopadu 2022 | 25. dubna 2023               | 116       |
| 18-19        | 18-19     | No Escape                        | Victor Gonzalez        | Chris Peterson & Bryan Moore     | 18. listopadu 2022 | 26. dubna 202327. dubna 2023 | 118-119   |
| 20           | 20        | How the Villains Stole Christmas | Victor Gonzalez        | Rick Devine                      | 2. prosince 2022   | 23. prosince 2023            | 120       |

### Druhá řada (2023)
| Č. v seriálu | Č. v řadě | Původní název                             | Režie                  | Scénář                           | Premiéra v USA    | Premiéra v ČR                | Prod. kód |
| ------------ | --------- | ----------------------------------------- | ---------------------- | -------------------------------- | ----------------- | ---------------------------- | --------- |
| 21-22        | 1-2       | Villain Number One                        | Guy Distad             | Chris Peterson & Bryan Moore     | 15. června 2023   | 4. března 20245. března 2024 | 201-202   |
| 23           | 3         | Power Hungry                              | Monica Marie Contreras | Erika Kaestle                    | 23. června 2023   | 6. března 2024               | 203       |
| 24           | 4         | Dojo Mojo                                 | Victor Gonzalez        | Nick Rossitto & Patrice Asuncion | 30. června 2023   | 7. března 2024               | 204       |
| 25           | 5         | Overnight Success                         | Jody Margolin Hahn     | Ken Blankstein                   | 7. července 2023  | 8. března 2024               | 205       |
| 26           | 6         | Party People                              | Jody Margolin Hahn     | Kenny Byerly                     | 14. července 2023 | 11. března 2024              | 206       |
| 27           | 7         | Vases, Volcanoes & the Green-Eyed Monster | Lilan Bowden           | Pang-Ni L. Vogt & Aaron Vaccaro  | 21. července 2023 | 12. března 2024              | 207       |
| 28           | 8         | Fired Up                                  | Robbie Countryman      | LaTonya Croff                    | 28. července 2023 | 13. března 2024              | 208       |
| 29           | 9         | The Scare                                 | Victor Gonzalez        | Erika Kaestle                    | 4. srpna 2023     | 14. března 2024              | 209       |
| 30           | 10        | Family Secrets                            | Victor Gonzalez        | Chris Peterson & Bryan Moore     | 11. srpna 2023    | 15. března 2024              | 210       |
| 31           | 11        | Power Struggle                            | Victor Gonzalez        | Chris Peterson & Bryan Moore     | 18. srpna 2023    | 18. března 2024              | 211       |
| 32           | 12        | Hidden Hero                               | Danielle Fishel        | Lia Woodward & Leah Folta        | 17. září 2023     | 19. března 2024              | 212       |
| 33           | 13        | The Promposal                             | Danielle Fishel        | Nick Rossito & Patrice Asuncion  | 24. září 2023     | 20. března 2024              | 213       |
| 34           | 14        | The Haunted Jukebox                       | Victor Gonzalez        | Ken Blankstein                   | 29. září 2023     | 21. března 2024              | 214       |
| 35           | 15        | Guitar Hero                               | bude oznámeno          | bude oznámeno                    | 8. října 2023     | 22. března 2024              | 217       |
| 36           | 16        | Bad Influence                             | bude oznámeno          | bude oznámeno                    | 15. října 2023    | 25. března 2024              | 219       |
| 37           | 17        | A Tale of Two Havocs                      | bude oznámeno          | bude oznámeno                    | 22. října 2023    | 26. března 2024              | 215       |
| 38           | 18        | The Return                                | bude oznámeno          | bude oznámeno                    | 29. října 2023    | 27. března 2024              | 218       |
| 39           | 19        | A Very Villain Christmas                  | bude oznámeno          | bude oznámeno                    | 1. prosince 2023  | 28. března 2024              | 216       |